# Бахромов, Абдурашид
Абдурашид Бахромов (8 января 1953, Андижан — 26 октября 2011, Ташкент) — советский и узбекский религиозный деятель и богослов. Председатель Духовного Управления мусульман Узбекистана - муфтий Узбекистана (1997-2006).

## Биография
Родился в 1953 году в Андижане. В 1975-1979 годах учился в медресе "Мири Араб" в Бухаре. С 1979 по 1981 год учился в Ташкентском исламском институте имени Имама Бухари. С 1979 года работал преподавателем в высшем учебном заведении и был имам-хатибом в соборной мечети Тилла Шейх. С 1997 по 2006 год занимал должность председателя Управления мусульман Узбекистана, муфтия Узбекистана. Издал книгу под названием "Исламское просвещение". Он перевел несколько книг с арабского на узбекский язык. Умер 26 октября 2011 года.